# 真夜中ギンギラ大放送
真夜中ギンギラ大放送（まよなかギンギラだいほうそう）は、1982年4月1日から1984年9月28日まで、ラジオ関西の平日と土曜日に放送されていた深夜番組である。

## 概要
それまで深夜ワイド番組を設けていなかったラジオ関西が、初めて設けた午前0時以降の深夜ワイド番組である。スタート当初の月曜日〜木曜日のメインパーソナリティに九十九一、青芝金太・紋太、アゴ&キンゾー、おぼん・こぼんと日本テレビ系放送『お笑いスター誕生!!』でのグランプリ獲得者を揃えたことも話題になった。土曜日は笈田敏夫（当時57歳）、古今亭圓菊（当時54歳）、宮田輝（当時62歳）と他曜日とは趣向を変えたアダルト層のパーソナリティ陣であったことも特徴だった。
本番組は東京銀座三愛の一社提供で、東京・銀座3丁目に新設された「ドリームスタジオ」から放送が専用回線によって神戸の本社に送られ、「東京発」として放送されていた。当初は生放送を基本としていたが、その後、日によっては事前収録によって放送される場合も出て来た。ラジオ関西社史では、本番組は放送効果と営業の売り上げ面において大きく寄与したとされている。
パーソナリティは各曜日とも、メインパーソナリティの他に複数のレギュラー出演者が入り、1983年4月からはパーソナリティーを総入れ替えして内容も「トーク中心」から「音楽重視」へ一新し、月曜と金曜がラジオ関西の地元の大阪サイドの制作に移行。また各曜日にメインパーソナリティ陣とは別の出演者が入る約20分の内包番組枠『コーヒー・ブレイク』コーナーが新設、そして全曜日を通じてのハガキリクエスト募集を開始した。番組の制作は、スポンサーの三愛の系列会社「四幸企業」が請け負っていた。
オープニングテーマ曲は、最初はダン・シーゲルの曲『Great Expectations』（発売元：ワーナー・パイオニア、レコード番号：P-11190）。1983年途中からはTHE SQUARE『ハロー・グッドバイ』（ビートルズのカヴァー、アルバム『うち水にRainbow』収録曲、発売元：CBS・ソニー、レコード番号：28AH-1527）。
最初は深夜12時から3時までの3時間放送だったが、1983年4月改編で月曜～土曜の深夜2:00～3:00枠で新たに『日産ディーゼル ミュージック・ロード 夜はまだまだ』がスタートしたため、2時までの2時間放送に短縮。更に1984年4月改編で土曜日の放送が終了している。

### 1983年7月の一部パーソナリティ交替劇
1983年7月のパーソナリティ変更について、一部曜日で「今日が最終回」とも、「さよなら」など最後のあいさつも出来ないまま突然交替されたということがあった。同年6月30日木曜日深夜、従来ならばその日のパーソナリティの和泉友子の声が流れてくるところであったが、当日の放送は突然橋幸夫の出演に代わっていた。そして2日後の土曜2部（午前1時台）についても、従来のパーソナリティである志麻かの子ではなく柳田真宏に突然代わっていた。本番組は前述のように「四幸企業」が請け負い、そこから更に仕事を卸された制作プロダクションが請け負う形で制作され、木曜と土曜は制作プロダクション「スタッフQ」が担当していたが、これについて原因は「前日の水曜日（1983年6月29日）に企画会議の席上で、四幸の社長が木曜担当ディレクターを、聴取率が悪いことで責任を追及するあまり無能呼ばわりしてしまい、カッとなったディレクターが社長に食ってかかったことで逆鱗に触れ、当日限りでスタッフQが本番組の制作から外された」ことがひとつの情報として報じられている。スタッフQ側のプロデューサーは、この情報をほぼ認めた上で「番組内容や企画に関して以前からもめていたことは事実」「スタッフは次の日の放送のために取材に出ていたのに、一方的に（切られた）。どう考えたって向こう（四幸）の感情で切られたとしか思えない」と話している。一方で四幸側のプロデューサーが「はがきの数が木曜と土曜に関しては全く増えないので、2、3週間前から現場のスタッフには『このままだと切るぞ』みたいにはっぱをかけていたが、その時の反応が“どうでもいい”みたいな感じで、これ以上は無理と判断し、最後の話し合いの席で『お宅で出来なければうちでやるよ』と言ったら“どうぞ”みたいな反応だった」とスタッフQのやる気の無さを指摘しているという。そして放送権を持っていたラジオ関西も、この事をこの当日（6月30日）まで知らされておらず、本番組の全てをスポンサーの三愛、制作の四幸に預けているということで、うちは口を出すべき立場にないとして「聴取率も良くないし、7月から改編しようという方針はあったが、契約や制作管理やスポンサーの意向の問題もあって、そういったことまで立ち入れない」といったコメントをしている。
そして6月30日の放送が突然無くなった和泉友子は、前日6月29日に翌6月30日放送分のための取材をしていたが、その後家に帰ってから電話で「（番組が）終わった」ことを知らされ、お別れの言葉も言えないまま交替させられたことで本人は「きつねにつままれたようで、ショックよりも、何でかなというのが先に立っちゃって」と話している。そしてリスナーからも「突然別の人が喋ってるのでびっくりした」「一言、別れの言葉が欲しかった」「終わるなら終わるで、さよならのはがきが出したかった」「なんだか裏切られたみたいでちょっと淋しい」などといった反応が集まっている。
そして7月第1週から橋幸夫は金曜の、柳田真宏は土曜のそれぞれのパーソナリティとなり、金曜パーソナリティ陣はそのまま火曜へ移動、木曜パーソナリティには新たにエド山口とブレッド&バターが就くという布陣に改められた。なお、橋、柳田ともこれ以前から本番組への起用が決まっていたものだったが、一方、白紙となった木曜に起用されたエド山口は橋幸夫の推薦で急遽、7月4日（月曜）から交渉に入って出演することになったが、当時エドはオールナイトニッポン火曜2部（火曜深夜27:00〜29:00＝水曜未明3:00〜5:00）にメイン出演中であり、いくら放送時間も曜日も重なっていないとは言え、オールナイトニッポンの真裏の時間（午前1時以降）に出演させるわけにはいかなかったこともあって、エドを当時オールナイトニッポンとは重ならない時間帯であった午前0時台（1部）のみの出演とし、午前1時台（2部）はブレッド&バターが出演することになった。

## 放送時間
- 月曜日 - 土曜日 24:00 - 27:00（3:00）（1982年4月1日〜1983年4月2日）
- 月曜日 - 土曜日 24:00 - 26:00（2:00）（1983年4月4日〜1984年3月31日）
- 月曜日 - 金曜日 24:00 - 26:00（2:00）（1984年4月2日〜1984年9月28日）

## パーソナリティ

### 月曜日
1982年4月〜1983年3月
- 「九十九ちゃん最高」
- 九十九一
- 小川嘉一郎
- 高見恭子
- 住田理恵 （1982年4月〜1982年9月）
- 小泉美香 （1982年10月〜1983年3月）

1983年4月〜1984年3月
- マーキー谷口
- 増田俊郎
- 河内康子
- ヒマラヤ・ミキ （『コーヒー・ブレイク』コーナー出演）

1984年4月〜同年9月
- 乱一世
- つちやかおり
- かとうゆかり[9]
- 吉見佑子 （内包コーナー枠出演）
- はちみつともみ （内包コーナー枠出演）

### 火曜日
1982年4月〜1983年3月
- 「金太・紋太のガンバラNIGHT3時間」
- 青芝金太・紋太
  - 本番組の最終回放送を最後に解散。解散報告は最終回のエンディングにて「金太・紋太も解散します」の一言で済ませた。
- 西田恭平 （内包コーナー枠出演）

1983年4月〜同年6月
- 寺崎要
  - 当時本番組の金曜日の構成作家も担当。1983年7月に雀々・MAKOTO・笑瓶ら金曜パーソナリティ陣が火曜に移動した後も引き続き構成を担当した。

1983年7月〜1984年9月（←金曜から移動）
- 桂雀々
- MAKOTO
- 笑福亭笑瓶
- 山内百恵 （1984年3月まで）
- 岡本かおり （『コーヒー・ブレイク』コーナー出演、1984年3月まで）
- 河内康子 （1984年4月〜同年9月、月曜から移動）

### 水曜日
1982年4月〜1983年3月
- 「アゴ&キンゾー アニマル180分」
- アゴ&キンゾー
- 矢追純一

1983年4月〜1984年3月
- 橋本清二
- 小池弘子
- 嶋野由子
- 下成佐登子 （『コーヒー・ブレイク』コーナー出演）

1984年4月〜同年9月
- 嶋大輔
- 原田あつ子

### 木曜日
1982年4月〜1983年3月
- 「おぼん・こぼんの3時間溺れっぱなし」
- おぼん・こぼん
- 幸田薫
- 因幡晃 （内包コーナー枠出演）

1983年4月〜同年6月
- 和泉友子
- 森田つぐみ
- 久保田早紀 （『コーヒー・ブレイク』コーナー出演）

1983年7月〜1984年3月
- エド山口 （午前0時台 ＝ 1部）
- ブレッド&バター （午前1時台 ＝ 2部）

1984年4月〜同年9月
- 高木淳也
- 北原佐和子

### 金曜日
1982年4月〜1983年3月
- 「ねのねのショーモNIGHT!」
- あのねのね と あのねのね軍団

1983年4月〜同年6月（→火曜へ移動）
- 桂雀々
- MAKOTO
- 笑福亭笑瓶
- 山内百恵
- 岡本かおり （『コーヒー・ブレイク』コーナー出演、1984年3月まで）

1983年7月〜1984年3月
- 橋幸夫
- 藤沢尚子
- 中野美紀
- 松下洋子

1984年4月〜同年9月
- 円広志
- ムッシュ
- 藤田寿代

### 土曜日
1982年4月〜1983年3月
- 「ウィークエンドジャズ」
- 笈田敏夫
- 古今亭圓菊
- 松本和子

1983年4月〜1984年3月
- 「宮田輝の人間バンザイ」
- 宮田輝 （午前0時台 ＝ 1部）
- 志麻かの子 （午前1時台 ＝ 2部、1983年6月まで）
- 柳田真宏 （午前1時台 ＝ 2部、1983年7月から）
- 八木薫 （午前1時台 ＝ 2部、1983年7月から）

## 主なコーナー
- 処女探し・マク無しあてクイズ （金曜日・1982年7月当時）
（※あのねのねの2人が5人の女性に電話をつなぎ、初体験や男性経験の話を聞いていく。女性たちは本当は処女なのに経験豊富なふりをしたり、その逆のふりをしたり本当のこととウソを言い分けるのは自由。リスナーは誰が処女で、誰が経験ありなのかの答えをはがきに書いて送る[4]。）
- 大顔連（ダイガンレン） （あのねのねの金曜日・1982年11月当時）
（顔の大きい人物を募集。採用者には、原田伸郎の顔をイラスト化して「大顔連」の文字が入ったバッジがもらえた[10]。）
- 今週のオレの本音 （火曜日・1983年4月当時）[6]
- 感動してみるかな？ （水曜日・1983年4月当時）[2]
- ホントにホント？ （水曜日・1983年4月当時）[2]
- 買っていいとも （水曜日・1983年4月当時）[6]
- 私、きれい？ （水曜日・1983年4月当時）[6]
- ほとんど突然インタビュー （木曜日・1983年4月当時）[2]
- 女の子が気になるベスト10 （木曜日・1983年4月当時）[2]
- 美しくしちゃうQ&A （木曜日・1983年4月当時）[2]
- 聴くだけでやせる！ （木曜日・1983年4月当時）[2]
- なるほどトピックス （木曜日 及び 土曜日・1983年4月当時）[6][2]
- 漢字はやめて！ （金曜日→火曜日・1983年当時）
（※自分の恥は素直に出そうという趣旨のコーナー[2]。）
- 1本でもレギュラー （金曜日・1983年4月当時）[6]
- ザ・パパイヤ・ショータイム （金曜日・1983年4月当時）[6]
- スリッパ！ （金曜日→火曜日・1983年当時）
（※失敗したらスリッパのツッコミが飛ぶというコーナー[2]。）
- ザ・台本 （金曜日→火曜日・1983年当時）
（※他局の台本も読むことがあったというコーナー[2]。）
- 全国の人々の声 （土曜日・1983年4月当時　インタビューによるコーナー）[2]
- ふるさとオーライ （土曜日・1983年4月当時）[6]
- 午前1時のラブコール （土曜日・1983年4月当時）[6]
他多数